# Clinofobia
La clinofobia (dal greco κλινειν, klinein, "curvarsi, piegarsi" e φοβος, phobos, "fobia") è la paura di coricarsi e, in particolare, di addormentarsi e quindi di staccarsi dalla realtà.
Coloro che soffrono di clinofobia sperimentano ansia, anche se comprendono che non dormire può minacciare il loro benessere. A ogni modo, poiché temono di avere incubi rimangono svegli e sviluppano insonnia.
Questa condizione in seguito può divenire una vera minaccia alla salute della persona, a causa degli effetti negativi della privazione del sonno.
Alcune persone soggette a questa paura associano il coricarsi con la morte. Un esempio di ciò include il temere la morte per soffocamento nel sonno e la paura di venire sepolti vivi (tafofobia).

## Cause
La clinofobia ha origine dalla parte inconscia della mente come risultato di un meccanismo di difesa. Ciò significa che nel passato di chi è soggetto esiste un particolare evento che collega il coricarsi a un trauma emozionale. Il catalizzatore originale può essere una paura di qualche tipo connessa alla vita reale, la condizione in sé può essere provocata da una miriade di eventi innocui, come un film, la tv, oppure l'assistere a un'esperienza traumatica vissuta da qualcun altro.
L'inconscio della persona umana associa abitualmente emozioni e situazioni, nella loro complessità talvolta in maniera errata.

## Sintomi
La paura di coricarsi può generare i seguenti sintomi: sensazione di soffocamento, vertigini, bocca secca, sudorazione eccessiva, nausea, tremore, aumento del battito cardiaco, incapacità di parlare o di pensare in maniera chiara, paura di morire, impazzire o di perdere il controllo, sensazione di distacco dalla realtà o forte attacco d'ansia.

Gli adulti che ne soffrono capiscono che queste paure sono irrazionali, spesso tentano di affrontarle o pensano di farlo, ma la condizione di paura causa loro attacchi di panico o forte ansia.
Non esiste una cura medica per la sindrome, anche se vi sono diverse tecniche psichiatriche che possono contribuire a superarla o limitarne gli effetti. 